# Reference Point
Reference Point è il quarto album in studio del gruppo musicale britannico Acoustic Alchemy, pubblicato nel 1990.

## Tracce
1. Reference Point
2. Missing Your Touch
3. Take Five
4. Same Road, Same Reason
5. Make My Dad
6. Caravan of Dreams
7. Homecoming
8. Cuban Heels
9. Lullaby for the First Born